# Empire of the Clouds
«Empire of the Clouds» (с англ. — «Империя Облаков») — 41-й сингл английской хеви-метал-группы Iron Maiden из их шестнадцатого альбома The Book of Souls, посвящённый катастрофе дирижабля R101. Выпущен на виниле 16 апреля 2016 года и приурочен к празднику Record Store Day.

## О сингле
Это самая длинная песня в истории группы, её длина составляет 18 минут, она превзошла предыдущую «Rime of the Ancient Mariner» из альбома 1984 года Powerslave, длина которой 13 минут.
Это первый сингл со времён Virus 1996 года, который не исполнялся группой на концертах.

## Восприятие
Песня была очень хорошо принята поклонниками, ещё будучи выпущенной в альбоме.

## Список композиций
| №  | Название                                                 | Длительность |
| -- | -------------------------------------------------------- | ------------ |
| 1. | «Empire of the Clouds»                                   | 18:01        |
| 2. | «Maiden Voyage: The Story Behind "Empire of the Clouds"» | 21:00        |

## Участники записи
Iron Maiden
- Брюс Дикинсон — вокал, фортепиано
- Дэйв Мюррей — гитара
- Эдриан Смит — гитара
- Яник Герс — гитара
- Стив Харрис — бас-гитара, клавишные, сопродюсер
- Нико Макбрэйн — ударные

Привлечённые участники
- Джефф Бова — оркестровки